# Artur Przyborski
Artur Przyborski (10. října 1860, Vídeň - 27. ledna 1948, Millstatt am See) byl rakousko-uherský polní podmaršálek polského původu a velitel 21.  zeměbranecké pěší brigády v první světové válce.

## Život
Artur Przyborski vstoupil do armády jako kadet kavalérie. Studoval na Válečné škole ve Vídni a pracoval sedm let u generálního štábu. Jeho kariéru podporoval jeho tchán generál Franz Xaver von Schönaich. Dne 1. května 1908 byl povýšen do hodnosti generálmajor a 10. listopadu 1911 byl povýšen do hodnosti polního podmaršálka.

### První světová válka
Generál Przyborski velel na počátku první světové války na srbské frontě 21. zeměbranecké pěší divizi. Mobilizace začala 26. července. Mezi 2. a 9. srpnem byl uskutečněn přesun jeho jednotek v rámci 8. armádního sboru z Prahy do města Brčko na severozápadu Bosny.
Během bitvy u Ceru, kdy překvapivě zaútočila srbská armáda na rakousko -uherské jednotky u Parlogu, bojoval Przyborski v noci z 15. na 16. srpna 1914 po boku svých jednotek v první linii a byl zraněn. K 21. srpnu se jednotky 21. zeměbranecké pěší divize stáhly.  K datu 1. ledna 1915 byl v armádě penzionován.

### Rodina
Artur Przyborski měl se svou ženou Othilií dceru Odu Schneider, narozenou v roce 1892.